# Kopparbo (lägerplats)
Kopparbo är en permanent lägerplats och kursgård nära Söderbärke i Smedjebackens kommun inom naturvårdsområdet Malingsbo-Kloten. Området är på 49 hektar och består utöver åkrar mest av ängar där det finns plats för cirka 5 000 tältplatser. 
På Kopparbo anordnas regelbundet storlägret DalaCamp. Det senaste var Dalacamp VIII som anordnades vecka 30-31 2013. 

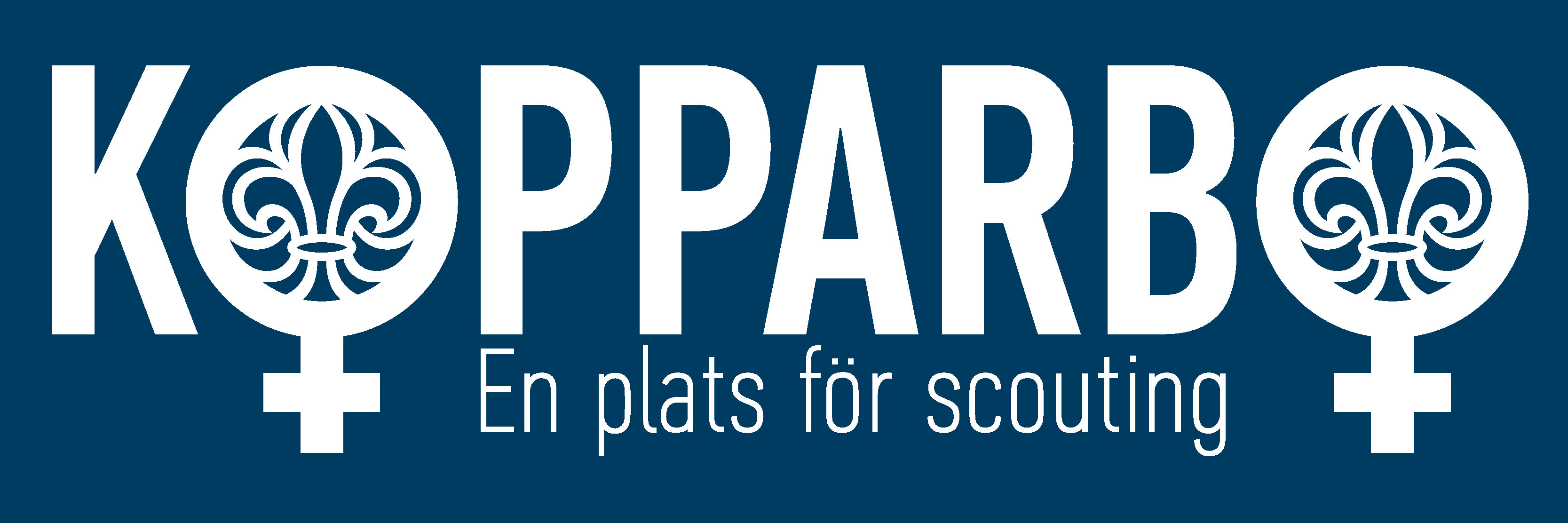
Symbolerna i logotypen, som oftast känns igen som symbolen för kvinna, är symbolen för koppar.

## Historia[1]
1968 arrenderar SSF gården Kopparbo från domänverket och bygger en lägerplats på området. Vid årsskiftet 1974/75 tar Kopparbokommittén inom Dalarnas scoutdistrikt över verksamheten vid Kopparbo. 
1979 blir den 15:e världsjamboreen i Iran inställd och det hålls istället ett flertal deljamboreer runt om i världen, bland annat Dalajamb på Kopparbo den 14-24 augusti. Detta på grund av de fruktansvärda mord som skakade orten i maj detta år
1985 tog Kopparbostiftelsen över verksamheten från Dalarnas scoutdistrikt, SSF, och de driver verksamheten sedan dess.

## Djurfynd
I juni 2006 hittades i Kopparbos skogsområde en buskmus (Sicista betulina), en mycket sällsynt musart. Det var det första fyndet i Sverige sedan 1980-talet.